# Jean Bartel
Jean Bartel (Los Angeles, 26 ottobre 1923 – Brentwood, 6 marzo 2011) è stata una modella e conduttrice televisiva statunitense, eletta Miss California ed in seguito Miss America 1943.
Col il suo metro e settantatré centimetri, la Bartel è stata la vincitrice del concorso in assoluto più alta. È stata spesso paragonata alla popolare attrice Carole Lombard.
Jean Bartel è stata la prima Miss America a rifiutarsi di posare in costume da bagno dopo il concorso, una scelta che qualche anno dopo avrebbe portato la Catalina Swimwear ad abbandonare la sponsorizzazione del concorso e a creare il concorso rivale Miss USA. Nel 1943 vendette più titoli Serie E di qualunque altro cittadino americano, per un importo di oltre 2.5 milioni di dollari.
Per molti anni ha lavorato fra Broadway e la televisione, conducendo anche una show proprio intitolato It's a Woman's World, senza contare sette mesi di spettacoli in America del sud.
Jean Bartel è morta il 6 marzo 2011 all'età di 87 anni, e l'organizzazione di Miss America Organization ha pubblicato un comunicato stampa in cui chiamava la modella "una delle nosre più amate Miss America".

## Filmografia parziale
- Telephone Time – serie TV, episodio 3x10 (1957)